# Raymond Herrera
Raymond Herrera (ur. 18 grudnia 1972 w Los Angeles) – amerykański perkusista, znany z wieloletnich występów w grupie muzycznej Fear Factory, której był członkiem w latach 1989–2008. W latach 1993–2002 był także członkiem zespołu Brujeria. Równolegle, w latach 2000–2002 występował w formacji Kush.
Od 2009 roku gra w zespole Arkaea, który założył wraz z byłym członkiem Fear Factory Christianem Olde Wolbersem.

## Instrumentarium
| Bębny Tama Starclassic Maple - 18"x20" Bass Drum (SMB2018) - 18"x20" Bass Drum (SMB2018) - 4"x14" Snare Drum (SMS1440FT) - 9"x10" Tom Tom (SMT1009) - 10"x12" Tom Tom (SMT1210) - 11"x13" Tom Tom (SMT1311) - 16"x16" Floor Tom (SMF1616) - 16"x18" Floor Tom (SMF1816) |  | Osprzęt Tama - Iron Cobra Rolling Glide Single Pedal (HP900R) - Iron Cobra Lever Glide Hi-Hat Stand (HH905) - 1st Chair Wide-Rider Drum Throne (HT530) Talerze Zildjian - A 15 New Beat Hi-hat - Oriental 22 China Trash - A 20 Medium Crash - A 20 Medium Crash - Z Custom 22 Power Ride - Oriental 22 China Trash - A 15 New Beat Hi-hat |

## Dyskografia
| - Fear Factory - Soul of a New Machine (1992, Roadrunner Records) - Brujeria - Matando Gueros (1993, Roadrunner Records) - Fear Factory - Fear Is the Mindkiller (1993, Roadrunner Records) - Fear Factory - Demanufacture (1995, Roadrunner Records) - Brujeria - Raza Odiada (1995, Roadrunner Records) - Fear Factory - Obsolete (1998, Roadrunner Records) - Brujeria - Brujerizmo (2000, Roadrunner Records) |  | - Fear Factory - Digimortal (2001, Roadrunner Records) - Asesino - Corridos de Muerte (2002, Koolarrow Records) - Fear Factory - Concrete (2002, Roadrunner Records) - Fear Factory - Hatefiles (2003, Roadrunner Records) - Fear Factory - Archetype (2004, Liquid 8 Records) - Fear Factory - Transgression (2005, Calvin Records) - Arkaea - Years in the Darkness (2009, Century Media Records) |